# Battle Studies
| Оценки критиков      | Оценки критиков |
| Источник             | Оценка          |
| -------------------- | --------------- |
| AllMusic             | [ 1 ]           |
| Entertainment Weekly | B−              |
| The Guardian         | [ 3 ]           |
| The Independent      | [ 4 ]           |
| Los Angeles Times    | [ 5 ]           |
| Mojo                 | [ 6 ]           |
| Q                    | [ 7 ]           |
| Rolling Stone        | [ 8 ]           |
| Slant Magazine       | [ 9 ]           |
| Sputnikmusic         | 3.5/5           |

Battle Studies — четвёртый студийный альбом американского рок-музыканта Джона Мейера, вышедший 17 ноября 2009 года на лейбле Columbia Records. Сопродюсерами были Джон Мейер и Стив Джордан. Диск достиг № 1 в американском хит-параде Billboard 200 и получил номинацию на премию Грэмми в категории Лучший вокальный поп-альбом.

## Об альбоме
Ещё до выхода альбом получил положительные и умеренные отзывы музыкальных критиков и интернет-изданий (суммарно 64/100 от сайта Metacritic): Mojo, Allmusic, The Boston Globe, Hot Press, Sputnikmusic, Entertainment Weekly, Robert Christgau (MSN Music), The Independent, Los Angeles Times, Chicago Sun-Times, The Guardian, The Village Voice, The New York Times, USA Today.
Альбом дебютировал на № 1 в американском хит-параде Billboard 200 с тиражом 286,000 копий в первую неделю выхода. Во вторую неделю было продано дополнительно ещё 93,000 копий альбома. К апрелю 2010 года суммарный тираж составил 880,000 копий в США. 29 июля 2010 года Battle Studies с тиражом более 1 млн копий был сертифицирован в платиновом статусе Recording Industry Association of America.
Альбом получил номинацию на премию Грэмми в категории Лучший вокальный поп-альбом года.

## Список композиций
Слова всех песен Джона Мейера, кроме обозначенных
1. «Heartbreak Warfare» — 4:30
2. «All We Ever Do is Say Goodbye» — 4:35
3. «Half of My Heart» (при участии Тейлор Свифт) — 4:10
4. «Who Says» — 2:56
5. «Perfectly Lonely» — 4:28
6. «Assassin» — 5:14
7. «Crossroads» (Robert Johnson) — 2:29
8. «War of My Life» — 4:15
9. «Edge of Desire» — 5:32
10. «Do You Know Me» — 2:30
11. «Friends, Lovers or Nothing» — 5:59

iTunes bonus track version
1. «I'm on Fire» (Брюс Спрингстин) — 2:52

## Позиции в чартах
| Чарт                             | Высшая позиция |
| -------------------------------- | -------------- |
| Australian Albums Chart          | 3              |
| Canadian Albums Chart            | 4              |
| Danish Albums Chart              | 7              |
| German Albums Chart              | 39             |
| Irish Albums Chart               | 48             |
| Netherlands Top 100 Albums Chart | 1              |
| New Zealand Albums Chart         | 11             |
| Swedish Albums Chart             | 5              |
| UK Albums Chart                  | 35             |
| Billboard 200                    | 1              |

## Сертификация
| Страна         | Сертификация |
| -------------- | ------------ |
| Австралия      | Платиновый   |
| Канада         | Платиновый   |
| Новая Зеландия | Золотой      |
| США            | Платиновый   |